# Dózsa György tér

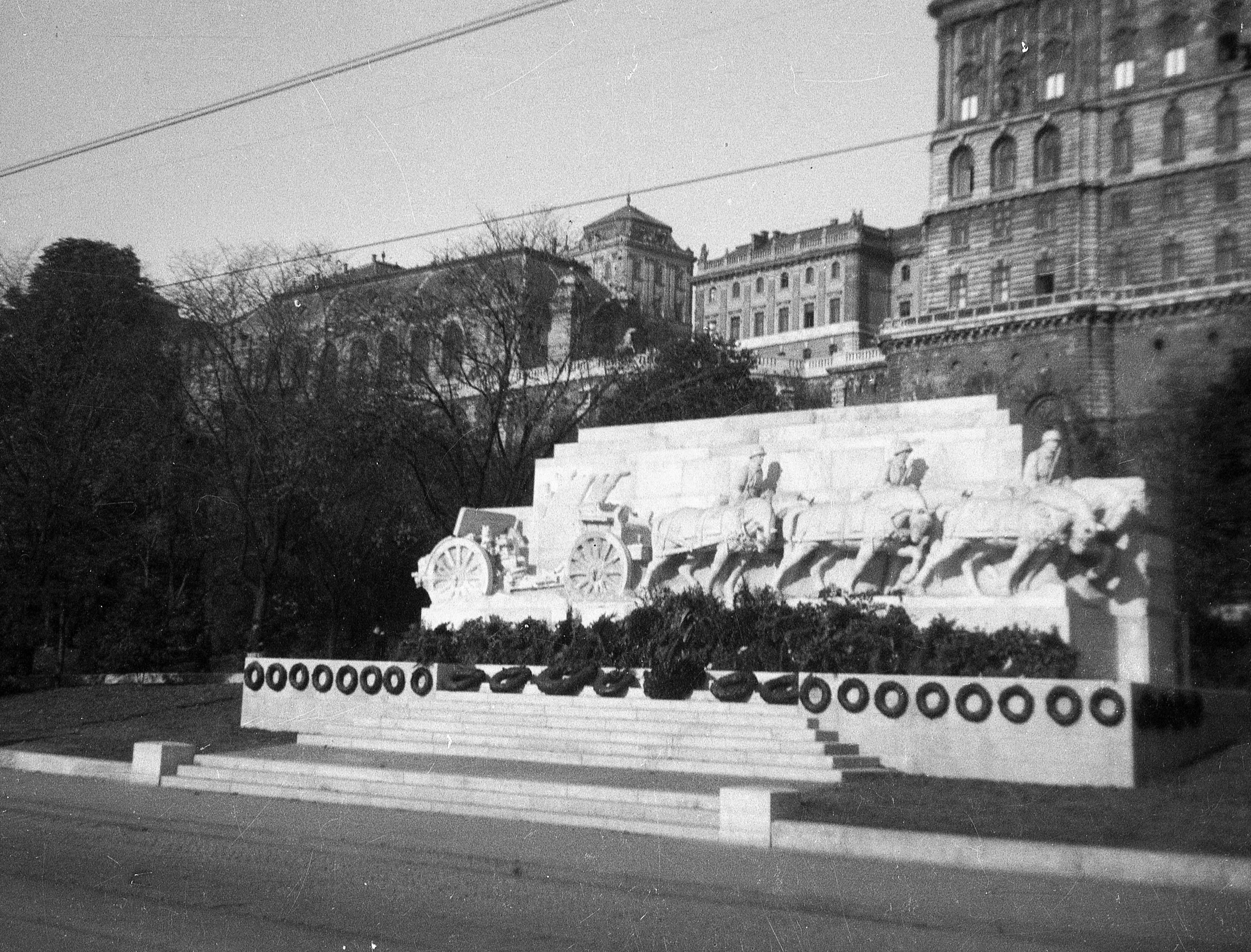
Az 1937-ben avatott tüzér-emlékmű a Palota téren (1939)

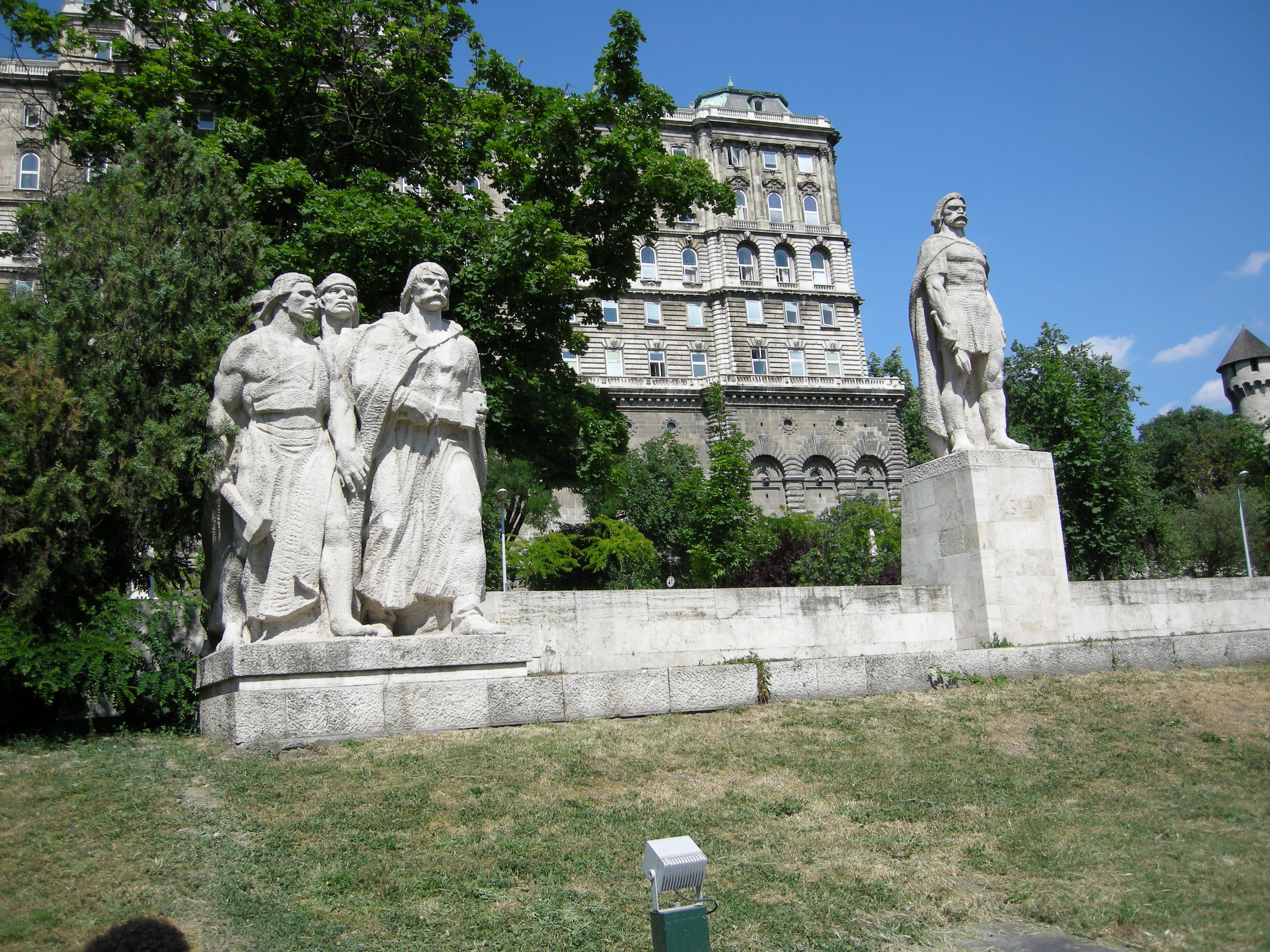
Dózsa György emlékműve (részlet)

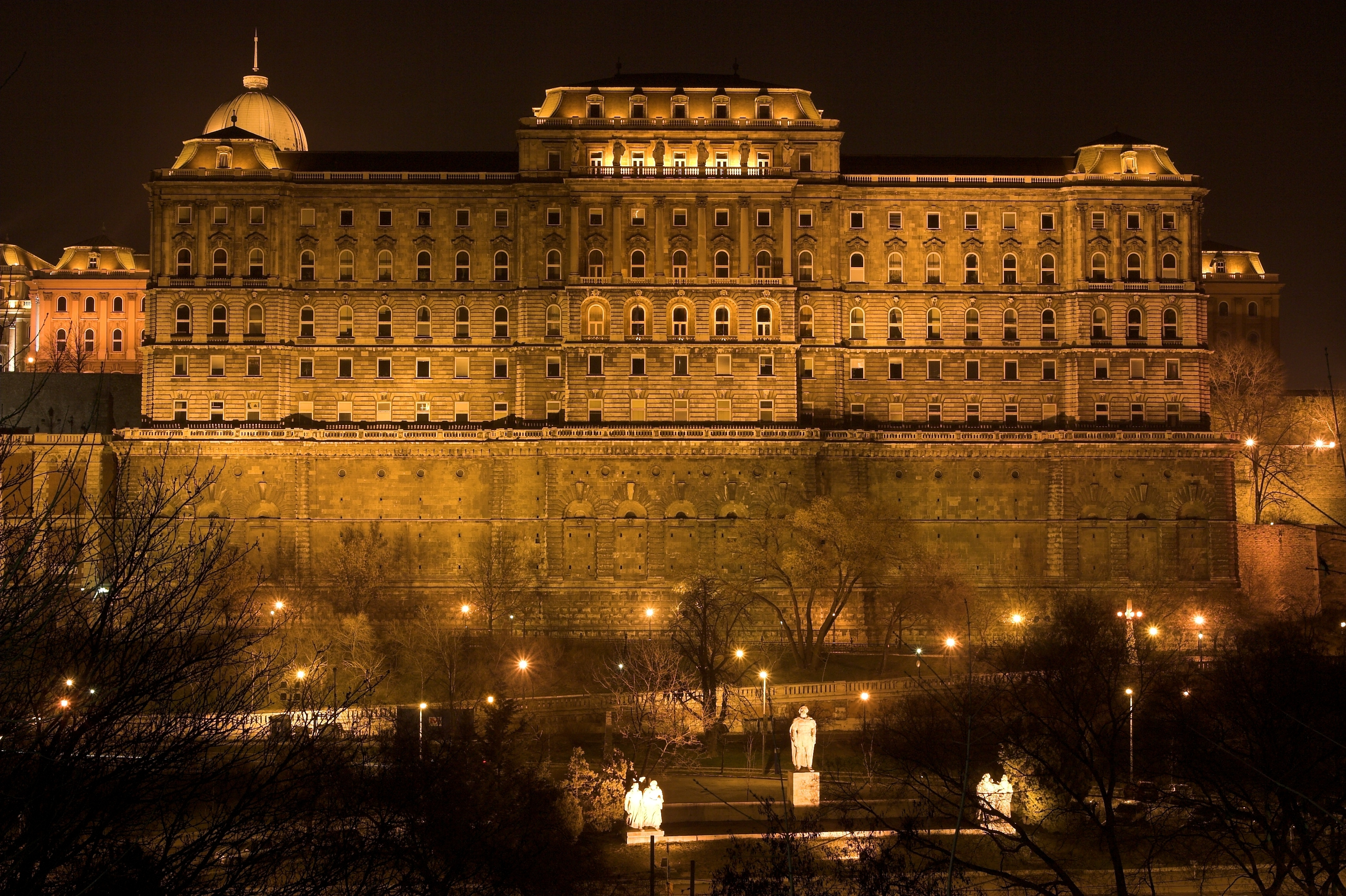
Éjszaka a Budavári Palota tövében

A Dózsa György tér Budapest I. kerületében található, a Vár nyugati várfalának tövében.
A középkorban ezen a helyen Königs garten, Lust garten, Horti amoeni néven terült el a királyi kert. 1686-ban mészégető kemencék álltak itt, a 18. század közepén üres terület volt. A 19. században szőlőskertekkel települt be, amiknek az alján a Kerti út vezetett, majd a Kertész utca, 1875-től pedig a Logodi utca. 1893-ban, az új királyi palota építésekor hosszú teret alkottak, hogy a Várpalota homlokzata jobban érvényesüljön. Ezt a teret 1896-ban Palota térnek nevezték el. Ezen halad át a Váralja utca, ami gyepszigetekre osztja a teret, aminek a déli részén 1926 óta áll Mátyás király kerti lakjának, az aula marmoreának a feltételezett maradványaként egy gránitoszlop.
A tér közepére 1937-ben Ligeti Miklós alkotását, az első világháborús tüzérek emlékművet helyezték el, de ez a második világháborúban erősen megsérült. Ennek helyére állították 1961-ben a Dózsa-emlékművet, amiről a tér a mai nevét kapta. A szobor alkotója Kiss István.

## Ajánlott irodalom
- Pogány Frigyes (szerk.): Budapest műemlékei (Budapest, 1955)
- Rajna György: Budapest köztéri szobrainak katalógusa (Budapest, 1989)